# Cram

Un ejemplo del juego de cram. Azul es el último jugador que puede poner un dominó en el tablero, y entonces gana.

Cram es un juego combinatorio imparcial que es similar al juego de domineering. Se conoce por diversos nombres, entre ellos “plugg” por Geoffrey Mott-Smith, y “dots and pairs.” Cram fue popularizado por Martin Gardner en Scientific American.

## Reglas
Cram se juega con un tablero cuadriculado de n ×  m casillas. Dos jugadores juegan en turnos alternos poniendo un dominó de manera horizontal o vertical sobre dos casillas libres. El ganador es el último jugador que pone un dominó en el tablero.

## Estrategia
La estrategia ganadora es muy sencilla en tableros de casillas par  ×  par y par  ×  impar. En el caso de un tablero de par x par el segundo jugador gana por jugada simétrica. Es decir que cualquier jugada que hace el primer jugador, el segundo jugador tiene una jugada que corresponde de manera simétrica al otro lado del eje horizontal y del eje vertical. En otras palabras, el segundo jugador imita las jugadas que hace el primer jugador. Si el segundo jugador dirige esta estrategia, el segundo jugador siempre va a hacer la última jugada, y entonces gana el juego.
En el caso de un tablero de par  ×  impar, el primer jugador gana también por jugada simétrica. El primer jugador pone el primer dominó en las dos casillas centrales del tablero. El segundo jugador puede hacer cualquiera jugada que desea, pero el primer jugador puede responder con una jugada de manera simétrica. Esto asegura la victoria para el primer jugador.
Juegos con tableros de 3  ×  3, 5  ×  5, y algunos casos de 1  ×  n, donde n es impar, ha sido solucionada, pero en el caso general para tableros de impar  ×  impar todavía no se ha resuelto.